# Nugola
Nugola is een plaats (frazione) in de Italiaanse gemeente Collesalvetti.